# Gennadi Golowkin
Gennadi Gennadjewitsch Golowkin (kasachisch Головкин Геннадий Геннадьевич, russisch Геннадий Геннадьевич Головкин, englische Transkription Gennadiy/Gennady Gennadyevich Golovkin; * 8. April 1982 in Qaraghandy, Kasachische SSR, Sowjetunion), auch bekannt als Triple G, ist ein kasachischer Profiboxer. Er ist ehemaliger Weltmeister im Mittelgewicht nach Version der IBF, WBA, WBC und der IBO.
Bei den Amateuren wurde er unter anderem 2003 Weltmeister im Mittelgewicht und Silbermedaillengewinner der Olympischen Spiele 2004. Er ist seit dem 26. Februar 2024 Präsident des nationalen olympischen Komitees von Kasachstan.

## Familie
Golowkin lebte mit seiner Familie in Stuttgart, wo er sich berufsbedingt nur die Hälfte seiner Zeit aufhalten konnte. Ende des Jahres 2014 zog er mit seiner Frau und seinem Sohn nach Los Angeles. Er wurde von Abel Sanchez im kalifornischen Big Bear Lake, in der Nähe von Los Angeles trainiert. Am 8. November 2017 wurde er Vater einer Tochter.

## Amateurkarriere (2000–2005)
Golowkins erster internationaler Erfolg war der Gewinn der Juniorenweltmeisterschaft 2000 in Budapest. Er besiegte dabei überlegen Hao Yen Kuo aus Taiwan (Abbruch), Alexander Renz aus Deutschland (26:7), Benjamin Kalinovic aus Schweden (21:10), Jewgeni Putilow aus Russland (24:10) und Maikel Pérez aus Kuba (30:17). Sechs Monate später gewann er mit Siegen gegen den Südkoreaner Soo-Young Kim (Abbruch), den Chinesen Chi-Wan Song (Abbruch) und den Australier Daniel Geale (15:3), die Ostasienspiele in Japan.
Daraufhin nahm er 2002 an den Asienspielen in Südkorea teil, wo er Abdullah Shekib aus Afghanistan (Abbruch), Nagimeldin Adam aus Katar (Abbruch), Song In Joon aus Südkorea (18:12) und Suriya Prasathinphimai aus Thailand (Abbruch) besiegte und damit Gold gewann. Bei den Weltmeisterschaften 2003 in Thailand konnte er sich schließlich an der Weltspitze etablieren; so besiegte er bereits in der Vorrunde den zweifachen Weltmeister Matwei Korobow (19:10), im Achtelfinale den Vize-Juniorenweltmeister Andy Lee (29:9), im Viertelfinale den Gewinner der Frankophonen Spiele Lucian Bute (K. o.), im Halbfinale den zweifachen Bronzemedaillengewinner bei Weltmeisterschaften Yordanis Despaigne (29:26) und im Finale den Europameister Oleg Maschkin (Abbruch).
Im Januar 2004 gewann er die Asienmeisterschaft auf den Philippinen und startete im August desselben Jahres bei den Olympischen Spielen in Athen. Dort konnte er sich gegen Ahmad Ali Khan (31:10), Ramadan Yasser (31:20) und Andre Dirrell (23:18) ins Finale vorkämpfen, wo er schließlich gegen Gaidarbek Gaidarbekow (18:28) unterlag.
Zudem ist er Gewinner der internationalen Turniere Brandenburg Cup 2000 in Deutschland, Grand Prix Ústí 2001 in Tschechien, Ahmet Cömert 2003 in der Türkei, Golden Belt 2004 in Rumänien und Amber Gloves 2005 in Russland.
Er bestritt während seiner Amateurlaufbahn um die 350 Kämpfe.

## Profikarriere (seit 2006)
Seine Profikarriere begann Gennadi Golowkin 2006 bei Spotlight Boxing, einer Schwesterfirma von Universum Box-Promotion. Trainiert wurde er zunächst von Magomed Schaburow. Seinen ersten Profikampf absolvierte er am 6. Mai 2006 gegen Gabor Balogh und gewann durch K. o. in der ersten Runde. Schon in seinem dritten Kampf schlug er den späteren Junioren-Weltmeister der IBF im Halbmittelgewicht, Daniel Urbanski (5-1), durch technischen K. o. in der vierten Runde. Anschließend folgten dreizehn weitere Siege, davon zehn durch K. o., gegen regional bekannte Gegner wie Javier Mamaní (35-7) oder Malik Dziarra (29-3).
Am 11. Juli 2009 gewann Golowkin den Interkontinentalen Meistertitel der WBO durch K. o. in der zweiten Runde gegen John Carvalho (19-3). Am 21. November absolvierte Gennadi Golowkin seinen letzten Kampf für Spotlight Boxing, kündigte seinen Vertrag im Januar 2010 und machte sich selbständig. Mit seinem neuen GGG Management bekam Golowkin den Status des Pflichtherausforderers bei der WBA und durfte zum ersten Mal in seiner Profikarriere um die Übergangs-Weltmeisterschaft der WBA boxen. Diese gewann er am 14. August 2010 durch K. o. in Runde 1 gegen Milton Núñez (21-1). Der frühere WBA-Weltmeister Felix Sturm wurde von der WBA für seine Erfolge zum „Superchampion“ ernannt, und Gennadi Golowkin bekam die Möglichkeit, um den regulären WBA-Titel zu boxen. Diesen gewann er im Dezember 2010 in Astana, Kasachstan durch K. o. in der dritten Runde gegen Nilson Tapia (14-2). Es war der erste Kampf in seiner Profilaufbahn, den er in seinem Heimatland bestritt.
Im Sommer 2011 trennte sich Golowkin endgültig von seinem früheren Promoter Universum Box-Promotion, der versucht hatte, ihn gerichtlich dazu zu bringen, weiterhin für diese Promotion zu boxen. Vor dem Hamburger OLG wurde eine Einigung erzielt und somit war Golowkin freier Boxer und konnte seine Karriere selbst planen und gestalten. Ende 2011 unterschrieb Golowkin einen Promotervertrag mit Tom Loeffler aus den USA, der für die K2 Promotions arbeitet, die von den Brüdern Vitali Klitschko und Wladimir Klitschko in den USA gegründet wurde.
Nach einer vorzeitigen Titelverteidigung gegen Kassim Ouma (27-7) erkämpfte sich Golowkin den vakanten IBO-Titel am 9. Dezember 2011 durch einen überlegenen Erstrunden-K.o. gegen Lajuan Simon (23-3) aus den USA. Beide Weltmeistertitel verteidigte er mit vorzeitigen Sieg am 12. Mai 2012 gegen den Japaner Makoto Fuchigami (19-6) in Kiew (Ukraine).
Am 1. September 2012 feierte Gennadi Golowkin mit einem vorzeitigen Sieg gegen den Polen Grzegorz Proksa (28-1) sein US-Debüt in Verona, NY, USA. Das war der erste Kampf von Golowkin, der vom TV-Sender HBO übertragen wurde. Nachdem dem amtierenden Superweltmeister Daniel Geale der Titel aberkannt wurde, war Golowkin seit 1. November 2012 alleiniger Weltmeister der WBA.
Am 19. Januar 2013 folgte der zweite Kampf auf HBO im bekannten Madison Square Garden von New York City. Bei diesem Kampf gewann Golowkin gegen Gabriel Rosado (21-5) aus Philadelphia in der siebten Runde durch t.K.o., nachdem Rosados Ecke das Handtuch geworfen hatte. Nach einem K.o.-Sieg gegen Nobuhiro Ishida (24-8) verteidigte er beide WM-Gürtel durch K. o. in der dritten Runde gegen Matthew Macklin (29-4).
Am 2. November 2013 besiegte Golowkin Curtis Stevens (25-3) durch t.K.o. in der achten Runde und am 1. Februar 2014 auch Osumanu Adama (22-3) vorzeitig in Runde 7. Am 26. Juli 2014 besiegte er Daniel Geale (30-2) vorzeitig in der dritten Runde. Im Oktober 2014 besiegte er den Mexikaner Marco Antonio Rubio (59-6) durch K. o. in der zweiten Runde.
Bereits wenige Tage nach diesem Sieg wurde bekannt, dass Martin Murray (29-1) der nächste Gegner am 21. Februar 2015 sein würde. Golowkin, der von Abel Sanchez trainiert wurde, besiegte Murray durch K. o. in der elften Runde. Durch den 19. K. o. in Folge und die damit verbundene 13. Titelverteidigung erklomm Gennadi den dritten Platz der erfolgreichsten Boxer aller Zeiten im Mittelgewicht.
Am 16. Mai 2015 besiegte er Willie Monroe junior (19-1) in Kalifornien vorzeitig in der sechsten Runde. Durch den 20. K. o. in Folge stieg Gennadis K.o.-Quote auf 90,9 % (33 Kämpfe/Siege – 30 durch K. o.).
Kurz nach Bekanntgabe des nächsten Kampfes von Golowkin gegen den Kanadier David Lemieux (34-2), welcher am 17. Oktober im Madison Square Garden stattfand und den Golowkin durch T.K.o in der achten Runde gewann, wurde ein weiterer Rekord gebrochen. Im Kartenvorverkauf wurden innerhalb der ersten zwei Tage über 6000 Karten verkauft, was bis dato keiner Boxveranstaltung im MSG gelang. Zudem war dieser Titelvereinigungskampf (Lemieux hielt den IBF-Mittelgewichtstitel) das erste Pay-per-View-Event (HBO PPV) von Gennadi.

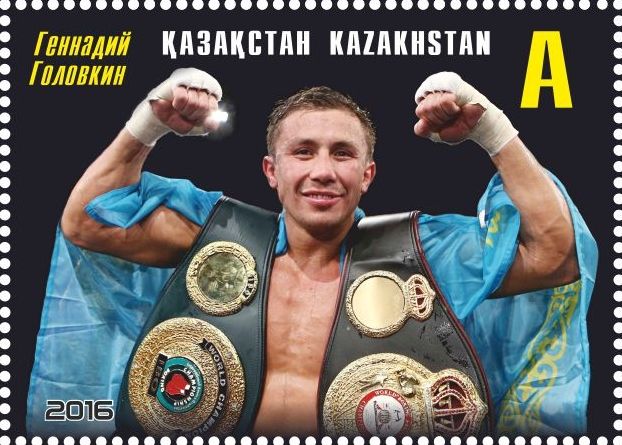
Eine 2016 in Kasachstan herausgegebene Briefmarke mit Golowkin

Der folgende Kampf von Golowkin war für den 23. April 2016 im Forum, Los Angeles, CA gegen den Nr.-2-Pflichtherausforderer der IBF, Dominic Wade (18-0) angekündigt. Sowohl Saúl Álvarez (amtierender WBC-Weltmeister im Mittelgewicht) als auch Billy Joe Saunders (amtierender WBO-Weltmeister im Mittelgewicht) hatten einem Titelvereinigungskampf nicht zugestimmt, Nr.-1-Pflichtverteidiger Tureano Johnson fällt verletzt aus. Nach insgesamt 3 Niederschlägen war der Kampf in der 2. Runde beendet. Gennadi blieb durch den 22. K.o.-Sieg in Folge weiterhin ungeschlagen.
Am 18. Mai 2016 gab Canelo bekannt, den WBC-Mittelgewichtstitel niederzulegen. Somit wurde Gennadi automatisch zum vollwertigen Champion des WBC (bis dato Interims-Champion des WBC im Mittelgewicht).
Am 10. September 2016 besiegte er in der The O2, London, Greenwich zudem den ebenfalls ungeschlagenen (für diesen Fight aus dem zwei Gewichtsklassen tieferen Weltergewicht aufgestiegenen) Kell Brook (36-0) durch T.K.o. in der fünften Runde. Durch seinen 23. K.o.-Sieg stieg seine K.o.-Quote auf 92 %.
Gennadi hat in den Jahren 2015 und 2016 in drei aufeinanderfolgenden Kämpfen drei verschiedene Veranstaltungsarenen auf zwei Kontinenten (Nordamerika, Europa) ausverkauft. In Los Angeles war es „The Forum“ mit 16.353 Zuschauern. In New York im „Madison Square Garden“ gegen David Lemieux waren über 20.000 Besucher und in London (in der „O2 Arena“) gegen Kell Brook waren es ca. 20.000 Tickets.
Am 18. März 2017 bestritt Golowkin im Madison Square Garden einen Vereinigungskampf mit dem WBA-Titelträger Daniel Jacobs (32-1). Golowkin gewann den Kampf zwar nach Punkten mit 114:113, 115:112 und 115:112, Jacobs konnte den Kampf aber rundenweise ausgeglichen gestalten und unterbrach Golowkins K.o.-Siegesserie von bis dahin 23 vorzeitigen Siegen in Folge. Am Ende überwiegten jedoch die Zahlen der Schlagstatistik (231 Treffer von 615 Schlägen, 37,6 %) von Golowkin sowie der Niederschlag in der 4. Runde, so dass Golowkin zum 18. Mal eine erfolgreiche Titelverteidigung erkämpfte.
Am 6. Mai 2017 stieg Golowkin direkt nach dem Sieg von Canelo (49-1-1) über Julio Cesar Chavez Jr. in den Ring und gratulierte dem Sieger. Dabei wurde ein Kampf zwischen Canelo und Golowkin verkündet, in der folgenden Pressekonferenz der 16. September 2017 als hierfür anvisiertes Datum genannt. Nach zwölf Runden wurde nach Punkturteil ein Unentschieden verkündet, beide Boxer gaben an, sich ein Rematch zu wünschen.
Durch den K.o.-Sieg am 5. Mai 2018 in der 2. Runde gegen Vanes Martirosyan (36-3-1) stellte Gennadi den ewigen Rekord im Bezug auf Titelverteidigungen im Mittelgewicht von Bernard Hopkins ein.
Nach längeren Verhandlungen gab IBF am 6. Juni 2018 bekannt, dass der IBF-Weltmeistergürtel im Mittelgewicht mit sofortiger Wirkung vakant ist, da der Kampf zwischen Gennadi und dem Pflichtherausforderer Serhij Derewjantschenko (12-0) nicht zustande kam.
Am 15. September 2018 verlor Golowkin den Rückkampf gegen Saúl Álvarez (49-1-2) nach Punkten und erlitt damit seine erste Niederlage als Profi.
Nachdem HBO im September 2018 verkündete, zum Ende des Jahres 2018 nach 45 Jahren aus dem Boxsport auszusteigen, wurde lange darüber spekuliert, wo möglicherweise seine Kämpfe in Zukunft zu sehen sein werden. Nach mehreren Gesprächen mit Eddie Hearn (Matchroom Boxing, DAZN) und Bob Arum (Top Rank, ESPN) unterschrieb Golowkin schließlich im März 2019 einen Vertrag beim Online-Streamingdienst DAZN für sechs Kämpfe.
Am 24. April 2019 verkündete Golowkin das Ende seiner langjährigen Zusammenarbeit mit seinem Trainer Abel Sanchez. Knapp zwei Wochen später, am 4. Mai 2019 wurde bekannt, dass der ehemalige Cruisergewichts-Weltmeister und Ex-Klitschko-Trainer Johnathon Banks sein Nachfolger wird, wo seine weltweite Bekanntheit als Trainer des ehemaligen zweifachen Schwergewichts-Weltmeisters Wladimir Klitschko erlangte, den er von 2012 bis 2017 trainierte.
Unter seiner eigenen Promotion-Firma GGG Promotions, die er bereits im Jahr 2012 mit seinem Berater Tom Loeffler gründete, traf er am 8. Juni 2019 in New York in einem Testkampf im Supermittelgewicht auf den Kanadier Steve Rolls (19-0), diesen Kampf gewann er durch K.o. in der 4. Runde. Zudem war es sein erster Kampf, der vom Online-Streamingdienst DAZN übertragen wurde.
Auf Anweisung der IBF kam es am 5. Oktober 2019 in New York City im legendären Madison Square Garden auf den IBF-Pflichtherausforderer Serhij Derewjantschenko (13-1). Diesen Kampf gewann er in einem umstrittenen Punktsieg mit 115:112, 115:112, 114:113 und wurde IBF-Weltmeister und gewann zudem den vakanten Weltmeistertitel der IBO. Jedoch machte Golowkin beim Kampf einen relativ müden Eindruck. Promoter Eddie Hearn sagte nach dem Kampf, dass Golowkin seit ein paar Tagen mit einer Grippe zu kämpfen habe, und deswegen nicht so fit gewirkt habe.
Am 18. Dezember 2020 absolvierte Golowkin seinen 43. Profikampf. Mit dem Sieg über Kamil Szeremeta durch T.k.o. nach der 7. Runde verteidigte er zum 21. Mal seinen Weltmeistertitel, womit Golowkin den bisherigen Rekordhalter Bernard Hopkins ablöste.
Gennadis nächster Kampf wurde auf den 9. April 2022 angesetzt. Der Kampf gegen den aktuellen WBA Super Champion im Mittelgewicht sowie Olympiasieger (Gold) Ryōta Murata fand in Tokyo statt. Gennadi Golowkin gewann souverän durch einen T.k.o in Runde 9. Damit ist er nach Bernard Hopkins der zweite Boxer im Mittelgewicht, welcher mit 40 Jahren oder älter mehrere Weltmeister-Titel vereinigt hat.
Der letzte Kampf für Gennadi im Jahr 2022 fand am 17. September erneut in der T-Mobile Arena in Las Vegas statt. Gegner war zum 3. Mal in seiner Profi-Laufbahn Canelo. Der Kampf ging über volle 12 Runden und am Ende verlor Golowkin einstimmig nach Punkten (116-112, 115-113, 115-113). Es war der erste Kampf im Super-Mittelgewicht für Gennadi. Trotz der Niederlage behielt er seine WM-Gürtel (WBA super, IBF) im Mittelgewicht. Beide Titel legte er 2023 nieder und bestritt seither keinen weiteren Profi-Kampf, ohne sein Karriereende offiziell verkündigt zu haben.

## Liste der Profikämpfe
| 42 Siege (37 K.-o.-Siege), 1 Niederlage, 1 Unentschieden |               |                                                    | |                                                     |
| Jahr                                                     | Tag           | Ort                                                | Gegner                                                                                                   | Ergebnis für Golovkin                               |
| 2006                                                     | 6. Mai        | Burg-Wächter Castello, Düsseldorf, Deutschland     | Gabor Balogh                                                                                             | Sieg / KO 1. Runde                                  |
| 2006                                                     | 29. Juli      | König-Pilsener-Arena, Oberhausen, Deutschland      | Siarhei Navarka                                                                                          | Sieg / TKO 3. Runde                                 |
| 2006                                                     | 22. August    | Universum-Gym, Hamburg, Deutschland                | Daniel Urbanski                                                                                          | Sieg / TKO 4. Runde                                 |
| 2006                                                     | 19. September | Kugelbake-Halle, Cuxhaven, Deutschland             | Martins Kukulis                                                                                          | Sieg / TKO 3. Runde                                 |
| 2006                                                     | 21. Oktober   | Brandberge Arena, Halle (Saale), Deutschland       | Jorge Ariel Garcia                                                                                       | Sieg / KO 2. Runde                                  |
| 2006                                                     | 2. Dezember   | Estrel Convention Center, Berlin, Deutschland      | Sylvain Gomis                                                                                            | Sieg / KO 4. Runde                                  |
| 2007                                                     | 27. Februar   | Kugelbake-Halle, Cuxhaven, Deutschland             | Simon Mokoena                                                                                            | Sieg / Aufgabe 6. Runde                             |
| 2007                                                     | 25. Mai       | Fight Night Arena, Köln, Deutschland               | Sergey Khomitsky                                                                                         | Sieg / TKO 5. Runde                                 |
| 2007                                                     | 7. September  | Burg-Wächter Castello, Düsseldorf, Deutschland     | Mehdi Bouadla                                                                                            | Punktsieg (einstimmig) / 8 Runden                   |
| 2008                                                     | 29. Februar   | Sporthalle Hamburg, Hamburg, Deutschland           | Tshepo Mashego                                                                                           | Sieg / KO 1. Runde                                  |
| 2008                                                     | 5. April      | Burg-Wächter Castello, Düsseldorf, Deutschland     | Ian Gardner                                                                                              | Punktsieg (einstimmig) / 8 Runden                   |
| 2008                                                     | 10. Mai       | Brandberge Arena, Halle (Saale), Deutschland       | Ibrahim Sid                                                                                              | Sieg / TKO 8. Runde                                 |
| 2008                                                     | 21. Juni      | Brøndby Hallen, Brondby, Dänemark                  | Amar Amari                                                                                               | Punktsieg (einstimmig) / 8 Runden                   |
| 2008                                                     | 22. November  | Stadthalle Rostock, Rostock, Deutschland           | Malik Dziarra                                                                                            | Sieg / Aufgabe 2. Runde                             |
| 2009                                                     | 17. Januar    | Burg-Wächter Castello, Düsseldorf, Deutschland     | Javier Alberto Mamani                                                                                    | Sieg / TKO 1. Runde                                 |
| 2009                                                     | 25. April     | Königspalast, Krefeld, Deutschland                 | Anthony Greenidge                                                                                        | Sieg / KO 5. Runde                                  |
| 2009                                                     | 11. Juli      | Nürburgring, Nürburg, Deutschland                  | John Anderson Carvalho WBO-Intercontinental Mittelgewicht-Meisterschaft                                  | Sieg / KO 2. Runde                                  |
| 2009                                                     | 21. November  | Sparkassen-Arena, Kiel, Deutschland                | Mikhail Makarov                                                                                          | Sieg / KO 2. Runde                                  |
| 2010                                                     | 14. August    | Arena Roberto Durán, Panama City, Panama           | Milton Núñez WBA-Interim Mittelgewicht-Weltmeisterschaft                                                 | Sieg / KO 1. Runde                                  |
| 2010                                                     | 16. Dezember  | Sport Complex „Daulet“, Astana, Kasachstan         | Nilson Julio Tapia WBA-Reguläre Mittelgewicht-Titelverteidigung                                          | Sieg / KO 3. Runde                                  |
| 2011                                                     | 17. Juni      | Arena Roberto Durán, Panama City, Panama           | Kassim Ouma WBA-Reguläre Mittelgewicht-Titelverteidigung                                                 | Sieg / TKO 10. Runde                                |
| 2011                                                     | 9. Dezember   | Ballsaal Interconti-Hotel, Düsseldorf, Deutschland | Lajuan Simon vakante IBO-Mittelgewicht-Weltmeisterschaft                                                 | Sieg / KO 1. Runde                                  |
| 2012                                                     | 12. Mai       | Ice Palace, Brovari, Ukraine                       | Makoto Fuchigami IBO-Mittelgewicht-Titelverteidigung                                                     | Sieg / TKO 3. Runde                                 |
| 2012                                                     | 1. September  | Turning Stone Resort & Casino, Verona, USA         | Grzegorz Proksa IBO-Mittelgewicht-Titelverteidigung                                                      | Sieg / TKO 5. Runde                                 |
| 2013                                                     | 19. Januar    | Madison Square Garden, New York, USA               | Gabriel Rosado IBO-Mittelgewicht-Titelverteidigung                                                       | Sieg / TKO 7. Runde                                 |
| 2013                                                     | 30. März      | Salle des Ètoiles, Monte Carlo, Monaco             | Nobuhiro Ishida IBO-Mittelgewicht-Titelverteidigung                                                      | Sieg / KO 3. Runde                                  |
| 2013                                                     | 29. Juni      | MGM Grand, Connecticut, USA                        | Matthew Macklin IBO-Mittelgewicht-Titelverteidigung                                                      | Sieg / KO 3. Runde                                  |
| 2013                                                     | 2. November   | Madison Square Garden, New York, USA               | Curtis Stevens IBO-Mittelgewicht-Titelverteidigung                                                       | Sieg / Aufgabe 8. Runde                             |
| 2014                                                     | 1. Februar    | Salle des Ètoiles, Monte Carlo, Monaco             | Osumanu Adama IBO-Mittelgewicht-Titelverteidigung                                                        | Sieg / TKO 7. Runde                                 |
| 2014                                                     | 26. Juli      | Madison Square Garden, New York, USA               | Daniel Geale IBO/WBA-Mittelgewicht-Titelvereinigung                                                      | Sieg / TKO 3. Runde                                 |
| 2014                                                     | 18. Oktober   | StubHub Center, Kalifornien, USA                   | Marco Antonio Rubio IBO/WBA-Mittelgewicht-Titelverteidigung WBC-Interim Mittelgewicht-Weltmeisterschaft  | Sieg / KO 2. Runde                                  |
| 2015                                                     | 21. Februar   | Salle des Ètoiles, Monte Carlo, Monaco             | Martin Murray IBO/WBA-Mittelgewicht-Titelverteidigung WBC-Interim Mittelgewicht-Titelverteidigung        | Sieg / TKO 11. Runde                                |
| 2015                                                     | 16. Mai       | The Forum, Inglewood, USA                          | Willie Monroe junior IBO/WBA-Mittelgewicht-Titelverteidigung WBC-Interim Mittelgewicht-Titelverteidigung | Sieg / TKO 6. Runde                                 |
| 2015                                                     | 17. Oktober   | Madison Square Garden, New York, USA               | David Lemieux IBF/IBO/WBA-Mittelgewicht-Titelvereinigung WBC-Interim Mittelgewicht-Titelverteidigung     | Sieg / TKO 8. Runde                                 |
| 2016                                                     | 23. April     | The Forum, Inglewood, USA                          | Dominic Wade IBF/IBO/WBA-Mittelgewicht-Titelverteidigung WBC-Interim Mittelgewicht-Titelverteidigung     | Sieg / KO 2. Runde                                  |
| 2016                                                     | 10. September | The O2 Arena, Greenwich, Großbritannien            | Kell Brook IBF/IBO/WBC-Mittelgewicht-Titelverteidigung                                                   | Sieg / TKO 5. Runde                                 |
| 2017                                                     | 18. März      | Madison Square Garden, New York, USA               | Daniel Jacobs IBF/IBO/WBA/WBC-Mittelgewicht-Titelverteidigung                                            | Punktsieg (einstimmig) / 12 Runden                  |
| 2017                                                     | 16. September | T-Mobile Arena, Las Vegas, USA                     | Saúl Álvarez IBF/IBO/WBA/WBC-Mittelgewicht-Titelverteidigung                                             | Unentschieden (geteilte Entscheidung) / 12 Runden   |
| 2018                                                     | 5. Mai        | StubHub Center, Carson, USA                        | Vanes Martirosyan IBO/WBA/WBC-Mittelgewicht-Titelverteidigung                                            | Sieg / KO 2. Runde                                  |
| 2018                                                     | 15. September | T-Mobile Arena, Las Vegas, USA                     | Saúl Álvarez IBO/WBA/WBC-Mittelgewicht-Titelverteidigung                                                 | Punktniederlage (Mehrheitsentscheidung) / 12 Runden |
| 2019                                                     | 8. Juni       | Madison Square Garden, New York, USA               | Steve Rolls                                                                                              | Sieg / KO 4. Runde                                  |
| 2019                                                     | 5. Oktober    | Madison Square Garden, New York, USA               | Serhij Derewjantschenko vakante IBF/IBO-Mittelgewicht-Weltmeisterschaft                                  | Punktsieg (einstimmig) / 12 Runden                  |
| 2020                                                     | 18. Dezember  | Seminole Hard Rock Hotel & Casino, Hollywood, USA  | Kamil Szeremeta IBF/IBO-Mittelgewicht-Titelverteidigung                                                  | Sieg / Aufgabe 7. Runde                             |
| 2022                                                     | 9. April      | Saitama Super Arena, Saitama, Japan                | Ryōta Murata IBF/IBO/WBA-Mittelgewicht-Titelvereinigung                                                  | Sieg / TKO 9. Runde                                 |
| 2022                                                     | 17. September | T-Mobile Arena, Las Vegas, USA                     | Saúl Álvarez IBF/WBA/WBC/WBO-Supermittelgewicht-Weltmeisterschaft                                        | Punktniederlage (einstimmig) / 12 Runden            |
| Quelle: Gennadi Golowkin in der BoxRec-Datenbank         |               |                                                    | |                                                     |

## Daten und Erfolge
| Trainer:     | Magomed Schaburow (2006–2011), Abel Sanchez (2011–2019), Johnathon Banks (seit 2019) |
| Manager:     | Eddie Hearn                                                                          |
| Berater:     | Tom Loeffler                                                                         |
| Alias:       | Triple G (GGG)                                                                       |
| Gewicht (Ø): | 72,3 kg (Oktober 2019)                                                               |
| Größe:       | 1,78 Meter                                                                           |

Erfolge als Amateur:
- 345 Siege – 5 Niederlagen
- November 2000: 1. Platz im Halbweltergewicht bei den 11. Junioren-Weltmeisterschaften in Budapest, Ungarn
- Mai 2001: 1. Platz im Weltergewicht bei den 3. Ostasienspielen in Osaka, Japan
- Oktober 2002: 1. Platz im Halbmittelgewicht bei den 14. Asienspielen in Busan, Südkorea
- Juli 2003: 1. Platz im Mittelgewicht bei den 12. Weltmeisterschaften in Bangkok, Thailand
- Januar 2004: 1. Platz im Mittelgewicht bei den 22. Asienmeisterschaften in Puerto Princesa, Philippinen
- August 2004: 2. Platz im Mittelgewicht bei den 28. Olympischen Sommerspielen in Athen, Griechenland

Erfolge als Profi
- 42 Siege (davon 37 K. o.) – 1 Niederlage – 1 Unentschieden
- 16. Dezember 2010: WBA-Weltmeister im Mittelgewicht (9 Titelverteidigungen)
- 9. Dezember 2011: IBO-Weltmeister im Mittelgewicht (17 Titelverteidigungen)
- 3. Juni 2014: WBA-Superchampion im Mittelgewicht (9 Titelverteidigungen)
- 17. Oktober 2015: IBF-Weltmeister im Mittelgewicht (4 Titelverteidigungen)
- 18. Mai 2016: WBC-Weltmeister im Mittelgewicht (4 Titelverteidigungen)
- 5. Oktober 2019: IBF-Weltmeister im Mittelgewicht
- 5. Oktober 2019: IBO-Weltmeister im Mittelgewicht
- 9. April 2022: WBA-Superchampion im Mittelgewicht

Regionale Titel
- 11. Juli 2009: WBO Interkontinentaler Meister im Mittelgewicht
- 14. August 2010: WBA Interim Meister im Mittelgewicht
- 18. Oktober 2014: WBC Interim Meister im Mittelgewicht (4 Titelverteidigungen)